# Garncarz (Beskid Mały)
Garncarz (ok. 820 m) lub Gancarz (800 m) – szczyt w południowo-wschodniej części Beskidu Andrychowskiego (Beskid Mały). Znajduje się na południowo-wschodnim grzbiecie Leskowca. Jego zachodni stok opada do potoku Targoszówka.
Garncarz to nazwa szczytu według państwowego rejestru nazw geograficznych. Według Aleksego Siemionowa prawidłowa, historyczna nazwa szczytu to Gancarz. W Beskidzie Małym są dwa szyty o tej nazwie, drugi to Gancarz nad Rzykami. Ich nazwy prawdopodobnie pochodzą od bardzo popularnego w tym rejonie garncarstwa, widocznie jacyś garncarze mieli swoje warsztaty w pobliżu tych gór. W Andrychowie jest ulica Garncarska. Ale możliwe jest też, że nazwy szczytów pochodzą od nazwiska Gancarz. Np. w 1712 r. w Koszarawie żyli zarębnicy Bartek Gancarz, Walek Gancarz i komornik Szymon Gancarz.
Garncarz jest porośnięty lasem, ale dawniej był w dużym stopniu bezleśny. Na mapie Geoportalu ostała się jeszcze nazwa już nieistniejącej polany Zwalisko, zarastające polany są także na południowym grzbiecie Garncarza. Według Radosława Trusia Zwalisko (Zwaliska) to uroczysko. W 1936 roku wycięto na nim jedną z największych jodeł beskidzkich. Miała wysokość 48 m i nie znalazł się nikt, kto byłby w stanie ją zwieźć w tych trudnych, górskich warunkach. Jodła zbutwiała.
Szczyt ten w całości znajduje się w granicach wsi Targoszów w województwie małopolskim, w powiecie suskim, w gminie Stryszawa.
Szlak turystyczny
 Krzeszów – Garncarz – Leskowiec – Przełęcz Władysława Midowicza – Groń Jana Pawła II. Czas przejścia 2:05 h, suma podejść 430 m, z powrotem.